# Tagungsband
Unter einem Tagungsband oder Konferenzband bzw. einer Kongressakte (engl. Proceedings, Geschehnisse) wird eine Publikation von Beiträgen zu Tagungen, Wissenschaftlichen Konferenzen, meist in Buchform, verstanden. Form und Inhalt von Tagungsbänden können je nach Fachkultur und Konferenzart sehr unterschiedlich ausfallen. Die folgenden Ausführungen sollen daher Beispiele darstellen, keine generell geltenden Normen.

## Inhalt und Aufbau
Im Regelfall enthalten Tagungsbände die schriftliche Ausarbeitung von Vorträgen (Invited Papers, Presented Papers), soweit sie von den Autoren bis zum Redaktionsschluss an die Herausgeber des Tagungsbands übermittelt wurden. Sie sollen vom Inhalt des mündlichen Vortrags nicht allzu stark abweichen, sofern dies mit einer meist vorgegebenen Seitenzahl möglich ist. Ferner enthalten Tagungsbände häufig ein Inhaltsverzeichnis und eine Liste der Tagungsteilnehmer sowie zuweilen auch Hauptreferate („Keynotes“) und Zusammenfassungen von Diskussionen, Entschließungen und ähnlichem.
Nach dem Berufsverband Institute of Electrical and Electronics Engineers (IEEE) haben gedruckte Proceedings immer folgende Mindestform. Der Tagungsband wird in vier Bereiche eingeteilt: Umschlag (mit Buchdeckel und Buchrücken), Titelei (mit Titelseite, Hinweis zum Urheberrecht und Inhaltsverzeichnis), Inhalt und Anhang mit Autorenverzeichnis.
Wird ein Tagungsband des IEEE nicht gedruckt, sondern nur in elektronischer Form veröffentlicht, hat er mindestens folgende Form: Eine Titelseite, eine Seite mit Hinweisen zum Urheberrecht und den eigentlichen Fachartikel.
Auch Beiträge, die statt als Vortrag in einer Postersession präsentiert wurden oder aus speziellen Gründen entfallen mussten, werden oft (in verkürzter Form) in die Publikation aufgenommen.

## Erscheinungsweise und ihr Einfluss auf die Inhalte
Während viele Tagungsbände einige Monate nach dem Kongress erscheinen, gehen inzwischen einige Veranstalter dazu über, die Beiträge schon vor der Tagung zu drucken und den Teilnehmern (eventuell gegen Aufpreis) zur Verfügung zu stellen. Die Meinungen über Vor- und Nachteile dieses Vorgehens sind geteilt, insbesondere zu den Fragen, ob dies dem Besuch der Tagung und der Aktualität der Beiträge zuträglich ist. So ist es bei einer nachträglichen Veröffentlichung möglich, im gedruckten Beitrag auf andere Vorträge einzugehen oder in der Diskussion gegebene Hinweise einzuarbeiten. 
Erscheint ein Tagungsband erst im Nachhinein, wird in einigen Fällen eine Zusammenfassung (Tischvorlage, Infoblatt) des Vortrags oder ein Preprint von den Autoren aufgelegt. Dies erfolgt häufig auch in Buchform und dient der Dokumentation der gesamten Tagung. Ergänzt wird solch ein Band dann zuweilen mit Fotos der Veranstaltung, Interviews und Einführungen meist prominenter Autoren. Auch versucht man manchmal, mehrere Monate nach der Tagung Aktualität des Tagungsbandes herzustellen, indem aktuelle Entwicklungen bei einem bestimmten Thema durch einen Fachaufsatz Berücksichtigung finden.
Außerdem gibt es bestimmte Fachzeitschriften, die sich auf die Veröffentlichung von Beiträgen spezialisiert haben, die als Vortrag oder Poster auf einer Tagung vorlagen. Manchmal werden auch Sonderausgaben von Fachzeitschriften zu diesem Zweck herausgegeben. Die Voraussetzung in beiden Fällen ist, dass der Beitrag innerhalb eines relativ kurzen Zeitraums nach der Tagung (typischerweise 6–8 Wochen) eingereicht wird. Diese spezielle Ausgabe einer Zeitschrift wird manchmal nicht vom regulären Editor der Zeitschrift herausgegeben, sondern von den Organisatoren der Konferenz als sogenannten „Guest Editors“. Vorteil des Verfahrens ist, dass gegenüber einem normalen Tagungsband wesentlich detailliertere und zitierfähige Informationen vorliegen, allerdings meist erst etwa ein Jahr nach der Konferenz, und das auch nicht vollständig, weil meist keine Verpflichtung zum Verfassen einer solchen Veröffentlichung besteht. Vorteilhaft für die Autoren dieser Veröffentlichungen ist, mit relativ wenig Extraaufwand zu einer zitierfähigen Veröffentlichung zu kommen. Außerdem ist bei solchen Tagungsbandveröffentlichungen die Akzeptierungsquote höher als bei normalen wissenschaftlichen Publikationen, weil meist weniger Gutachter für den Peer-Review herangezogen werden. Ferner lassen sich auch „recycelte“ Informationen veröffentlichen, d. h. Arbeiten, die zumindest teilweise schon anderswo veröffentlicht sind.
Die Proceedings von großen Kongressen erscheinen meistens in gebundener Form, worauf sich einige Verlage (in Europa z. B. Springer und Elsevier) spezialisiert haben. Kleinere Tagungen werden aus Kostengründen eher in Offsetdruck und gehefteter Form publiziert, häufig auch in Schriftenreihen für Dissertationen oder Forschungsberichten von Instituten. Außerdem werden manchmal Tagungsbände nur noch auf CD, auf USB-Stick oder per Link zum Download veröffentlicht, die man neben dem „Book of Abstracts“ bekommt, also einer Auflistung der Kurzzusammenfassungen zur Orientierung, welche der angebotenen Vorträge interessant sind. In diesem Fall sind auf der CD meist Kurzveröffentlichungen von 1–5 Seiten enthalten, während die gedruckte Fassung nur Abstracts mit einer Länge von maximal einer halben Seite enthält.